# Route nationale 833
Pour les articles homonymes, voir Route 833.
La route nationale 833 ou RN 833 est une ancienne route nationale française reliant Bernay (Eure) à Houdan (Yvelines).
À la suite de la réforme de 1972, elle est déclassée en RD 833 dans l'Eure et en RD 933 en Eure-et-Loir et les Yvelines.

## Tracé, départements et communes traversés

### Eure (D 833)
- Bernay
- Landepéreuse
- La Barre-en-Ouche
- La Vieille-Lyre
- La Neuve-Lyre
- Les Baux-de-Breteuil
- Breteuil-sur-Iton
- Gouville
- Le Roncenay-Authenay
- Damville
- Corneuil
- Les Authieux
- Saint-André-de-l'Eure
- Mousseaux-Neuville
- La Couture-Boussey
- Ivry-la-Bataille

### Eure-et-Loir (D 933)
Les communes traversées dans le département sont :
- La Chaussée-d'Ivry, rue des Moulins ;
- Oulins ;
- Saint-Ouen-Marchefroy ;
- Berchères-sur-Vesgre ;
- Saint-Lubin-de-la-Haye.

### Yvelines (D 933)
- Houdan